# Darryl Cooper
Pour les articles homonymes, voir Cooper.
 (mars 2025).
Le contenu est difficilement compréhensible vu les erreurs de traduction, qui sont peut-être dues à l'utilisation d'un logiciel de traduction automatique.
 (mars 2025).
Darryl Cooper (né le 5 juillet 1981) est un ancien militaire américain, actuellement producteur de conférences filmées et influenceur.
Certaines opinions de Cooper ont fait l'objet de controverse en raison de ses commentaires sur Adolf Hitler, l'Allemagne nazie, Winston Churchill et la Seconde Guerre mondiale. Cooper dénonce les "mythes sacrés" de la Seconde guerre mondiale qui conditionnent la politique actuelle des Etats-Unis d'Amérique. Les interprétations de Cooper des événements historiques ont été critiquées par les historiens pour leurs imprécisions. Il a été accusé d'avoir minimisé les crimes nazis, de s'être engagé dans la ré-interprétation des persécutions anti-juives, et a été qualifié par ses détracteurs d'« apologiste nazi ».

## Biographie
Cooper anime le podcast Substack MartyrMade et, avec Jocko Willink, le podcast Unraveling, compte environ 112 000 abonnés et 251 000 followers sur X. Parmi ses abonnés figure le vice-président américain et J. D. Vance. Il a traité de sujets historiques tels que les guerres mondiales, mais aussi de politique et d'histoire contemporaine comme le massacre de Jonestown. L’historien Niall Ferguson souligne que Cooper n’a pas écrit d’ouvrage historique et, contrairement aux historiens, n’a pas recueilli ni évalué de preuves ; Ferguson décrit l’approche de Cooper à l’égard de l’histoire comme étant anti- historique. Le spécialiste de la culture et des médias Simon Strick a classé Cooper comme un représentant d’une historiographie néofasciste. En bref, Cooper peut être décrit comme une « version ethno-nationaliste et experte en médias sociaux du négationniste de l’Holocauste David Irving ». Lui et Tucker Carlson ont formé une « sphère en ligne d’extrême droite vaguement affiliée au Parti républicain », dont le consensus de base consistait en une « double idéologie d’ethnonationalisme et d’hostilité au système ».
L'Anti-Defamation League a qualifié Cooper d'apologiste du nazisme et Jonathan Greenblatt, le directeur de l'Anti-Defamation League, l'a qualifié de négationniste de l'Holocauste qui avait fait des déclarations antisémites pendant des années. Dans une déclaration commune en 2024, les membres juifs démocrates du Congrès ont qualifié Cooper d'apologiste nazi et de négationniste de l'Holocauste.

## Points de vues
Le 8 juillet 2021, Cooper a publié une série de tweets sur Twitter dans lesquels il tentait d'expliquer pourquoi les partisans de Donald Trump étaient convaincus que l'élection présidentielle de 2020 était truquée. Il a affirmé que l’ingérence russe dans la campagne électorale de 2016 aux États-Unis s’était avérée être une fraude majeure de la part des démocrates et que, par conséquent, les conservateurs qui avaient jusque-là été naïfs dans leur confiance dans les médias et l’État avaient eu les yeux ouverts. Les partisans de MAGA ont correctement reconnu que le gouvernement était monopolisé par un groupe qui se défendrait contre l’envahisseur Trump. Il a parlé de fraudeurs et d’escrocs dans les médias grand public qui avaient séduit les gens, mais a laissé de côté des personnes comme Donald Trump comme étant à l’origine de la théorie du complot selon laquelle l’élection de 2020 a été volée, ou Tucker Carlson et ses collègues de la chaîne Fox News qui l’ont propagée.
Les tweets ont été lus par Tucker Carlson dans son émission sur Fox News Channel. Trump a recommandé les tweets lors d'une conférence d'action politique conservatrice, et le fil a été considéré comme l'un des messages les plus influents dans la diffusion en ligne des allégations de fraude électorale. Au lieu d'environ sept mille abonnés, le podcast de Cooper a ensuite eu plus de soixante-dix mille abonnés en quatre jours.

## Hitler et Mussolini
Sur les réseaux sociaux, Darryl Cooper a fait des commentaires positifs sur les dirigeants fascistes Adolf Hitler et Benito Mussolini. En juin 2023, il écrivait, se référant à Mussolini, que mille ans de tyrannie étaient préférables à un jour d'anarchie. En juillet 2024, il a comparé une photo d'Hitler devant la tour Eiffel avec une photo de la scène d'ouverture controversée des Jeux olympiques de 2024 et a déclaré que la scène d'Hitler était préférable à tous égards. En septembre 2024, il a suggéré sur X que l'assassin de Trump et les victimes de Kyle Rittenhouse étaient allés en enfer, mais pas Hitler.

## Entretien du 2 septembre 2024
Darryl Cooper a été interviewé par Tucker Carlson le 2 septembre 2024 dans l'épisode intitulé « Darryl Cooper : La véritable histoire du culte de Jonestown, de la Seconde Guerre mondiale et comment Winston Churchill a ruiné l'Europe » de Tucker Carlson on X. Carlson a salué Cooper comme le meilleur et le plus honnête historien populaire d'Amérique. Dans l’interview, Cooper a affirmé que la Seconde Guerre mondiale et l’Holocauste font partie du mythe fondateur de l’ordre occidental d’après-guerre et ne peuvent donc pas être remis en question. 
Selon Cooper, la partie allemande n’était pas suffisamment préparée au grand nombre de prisonniers de guerre et d’hommes politiques locaux arrêtés lors de l’attaque contre l’Union soviétique. Ils les ont ensuite placés dans des camps, où des millions de personnes sont mortes parce que les Allemands n'avaient pas assez de nourriture. Les Allemands eux-mêmes ont subi une disette, et la nourriture était donc prioritairement accordée aux Allemands. 
Le plus grand méchant de la Première Guerre mondiale fut Churchill, selon Cooper, car il prôna d'abord une ligne rouge en Pologne, puis, après la bataille de Dunkerque, ne reconnut pas que la guerre était perdue et ignora les offres de paix d'Hitler et ne négocia pas une solution acceptable à la soi-disant question juive, ce qui causa des souffrances au cours de la guerre, en particulier à l'Est. Selon les spéculations de Cooper, le Premier ministre britannique pourrait avoir été motivé par des paiements sionistes. Churchill est ainsi devenu un modèle pour les bellicistes. Cooper a ignoré le fait que, pendant des siècles, la politique britannique avait été de ne permettre aucune puissance hégémonique en Europe continentale. La Grande-Bretagne n’aurait pas été en sécurité avec une Allemagne nazie sur la Manche. À cette époque, l'Allemagne hitlérienne avait rompu de nombreux accords jusqu'aux accords de Munich et n'était donc plus un partenaire contractuel digne de confiance.
Elon Musk a recommandé l'interview et l'a saluée comme valant la peine d'être regardée et très intéressante. Après que l'interview a été vue plus de 21 millions de fois, Musk a supprimé son message d'approbation sur X après avoir été critiqué pour cela. Le directeur du mémorial de Yad Vashem a décrit l’interview comme la forme la plus méprisable de négationnisme de l’Holocauste de ces dernières années. La Maison Blanche, dirigée par les Démocrates et Joe Biden, a condamné la diffusion, déclarant : « Donner un micro à un négationniste de l’Holocauste qui diffuse de la propagande nazie est une insulte dégoûtante et sadique à tous les Américains, à la mémoire des plus de 6 millions de Juifs assassinés de manière génocidaire par Adolf Hitler, au service des millions d’Américains qui ont combattu pour vaincre le nazisme, et à toutes les victimes ultérieures de l’antisémitisme. »
Liz Cheney, militante conformiste, a condamné les thèses de Cooper comme étant de la propagande nazie qu'aucune personne respectable ne pouvait soutenir. Le député républicain de New York, Mike Lawler, a trouvé très inquiétante la mise à disposition d’une tribune aux révisionnistes de l’Holocauste. Le député Don Bacon a déclaré qu’il ne fallait pas blanchir l’histoire du méchant Hitler. Il a commis un génocide de masse contre les Juifs et a déclenché la guerre. L’histoire révisionniste de l’Holocauste est un mensonge. Interrogée par la presse, l'équipe de campagne de Donald Trump a refusé de prendre ses distances avec Carlson au sujet de l'interview. Le candidat à la vice-présidence JD Vance a refusé d'annuler une apparition conjointe avec Tucker Carlson le 21 septembre 2024, en raison de l'interview. Il ne croit pas à la culpabilité par association – la culture de l’annulation – même s’il rejette la minimisation des crimes nazis.
Du point de vue de l'histoire, Niall Ferguson a noté que les thèses de Cooper lui rappelaient les excuses présentées par d'anciens nazis dans les années 1980 et 1990 pour les crimes de la Wehrmacht. Thomas Weber a suggéré qu'Adolf Hitler et Joseph Goebbels, maîtres de la mésinformation et de la démagogie, auraient été impressionnés par Cooper. 
Darryl Cooper a répondu sur la page X du compte MatyrMade : « L’incontinence émotionnelle des personnes bouleversées par mon interview avec Tucker prouve que j’ai raison de dire que le mythe de la Seconde Guerre mondiale est sacré. »
Cette déclaration a été qualifiée de kafkaïenne par la revue conservatrice National Review. 
L'interview et la controverse ont fait grimper son nombre d'abonnés à plus d'un quart de million et ont propulsé le podcast Martyr Made au sommet des classements des podcasts.